# Víctor Paredes Guerra
Víctor Felipe Paredes Guerra (Miraflores, 20 de abril de 1944-Jesús María, 26 de enero de 2022) fue un biólogo, sociólogo, profesor universitario y político peruano. Fue ministro de Salud durante el gobierno de Alberto Fujimori y diputado por Lima desde 1990 hasta 1992. También fue presidente de la Cámara de Diputados en el lapso 1990-1992.

## Biografía
Nació en el distrito de Miraflores, ubicado en la ciudad de Lima, el 20 de abril de 1944. Fue hijo del maestro pintor Jorge Ezequiel Paredes Báez y de Virginia Guerra Ayala, quien falleció cuando él contaba apenas 2 años de edad.
Cursó su educación primaria en los colegios fiscales Ricardo Palma y San Martín del distrito de Miraflores, trasladándose luego a la ciudad de Arequipa para estudiar en el Colegio Católico Muñoz Nájar. Su educación secundaria la cursó en el Colegio Particular Mariscal Sucre (1960-1964). Ingresó luego a la Facultad de Ciencias Biológicas de la Universidad Nacional Mayor de San Marcos, donde se graduó de biólogo en 1969. Realizó estudios de postgrado sobre Investigación en Pesca Costera en el Instituto de Pesca Costera de Kanagawa, Japón (1974); y sobre Investigación en Artes y Métodos de Pesca en la Universidad de Pesquería de Tokio (1983-1985). Tiempo después, se graduó de máster en Sociología, en la especialidad de Estudios Políticos, por la Universidad Nacional Mayor de San Marcos en 2008.
Empezó en la docencia universitaria como jefe de prácticas en la Facultad de Medicina de la Universidad Nacional Federico Villarreal (1968-1969). Luego fue profesor de la Facultad de Pesquería de la Universidad Nacional Agraria La Molina (1970-1990).

## Trayectoria política

### Diputado por Lima
En 1989, Paredes fue uno de los fundadores del Movimiento Político Cambio 90, del cual fue miembro del Comité Ejecutivo, ocupando el cargo de secretario de Economía y jefe de Organización y Campaña de la candidatura presidencial de Alberto Fujimori para las elecciones generales de 1990, donde finalmente resultó triunfador. Paredes también decidió participar como candidato a la Cámara de Diputados en las elecciones parlamentarias y fue elegido, con 53,064 votos, para el periodo parlamentario 1990-1995.

### Presidente de la Cámara de Diputados
El 26 de julio de 1990, Paredes fue presentado como candidato oficialista a la presidencia de la Cámara de Diputados. Durante la elección, compitió contra el candidato del Frente Democrático, Roberto Ramírez del Villar, donde ambos pasaron a segunda vuelta y finalmente Paredes resultó elegido como el nuevo presidente de la Cámara de Diputados con 102 votos, contando con el apoyo del Partido Aprista Peruano. Juramentó al cargo para el periodo legislativo 1990-1991. Dentro de su gestión, condecoró al histórico ex-secretario general de la Organización de las Naciones Unidas, Javier Pérez de Cuéllar.
Luego de culminar su gestión en la Mesa Directiva, ejerció como presidente de la Comisión de Relaciones Exteriores y miembro de la Comisión de Pesquería en 1991. Sin embargo, su cargo fue disuelto el 5 de abril de 1992 tras el autogolpe de estado decretado por Alberto Fujimori. Pese a dicha medida, Paredes fue uno de los pocos miembros de Cambio 90 que mostró su apoyo a la decisión de Fujimori.

### Ministro de Salud
El 6 de noviembre de 1991, Víctor Paredes fue nombrado como ministro de Salud por el presidente Alberto Fujimori, en reemplazo de Víctor Yamamoto.
Durante su gestión ministerial, inició las obra de salud como el Programa de Control de la Tuberculosis en 1992, que fue adoptado por la Organización Mundial de la Salud (OMS) como modelo para América Latina, así como la Guía Farmacoterapéutica Nacional y el ZONADIS en 1993.
Paredes permaneció en el cargo hasta el 28 de agosto de 1993, donde fue reemplazado por Jaime Freundt-Thurne.
Se mantuvo alejado del ámbito político y en el ámbito privado, fue presidente de la Fundación Andina de Desarrollo (FANDES) y director de la Revista EcoMundo.
Posteriormente en 2020, Paredes volvió al ámbito político como miembro del partido Fuerza Popular de Keiko Fujimori y decidió postular al Congreso de la República en las elecciones parlamentarias extraordinarias convocadas por el presidente Martín Vizcarra, sin embargo, no resultó elegido. Nuevamente intentó postular en las elecciones del 2021 sin éxito.

## Procesos judiciales
En el año 2007, la Sala Penal Especial de la Corte Suprema condenó a Paredes 4 años de prisión suspendida y al pago de 3 millones de soles como reparación civil, junto con otros ocho ministros fujimoristas tras haber sido cómplices del autogolpe del 5 de abril de 1992. Sin embargo, Paredes apeló la sentencia y sorpresivamente quedó absuelto de todo cargo.
En febrero del 2010, fue detenido y procesado nuevamente por haber cometido irregularidades en la adquisición de medicinas y equipos médicos a la República Popular China, durante su gestión como ministro de Salud, cargos que finalmente fueron desestimados.

## Fallecimiento
El 26 de enero del 2022, Víctor Paredes Guerra falleció a los 77 años en el Hospital Nacional “Edgardo Rebagliati”, ubicado en el distrito de Jesús María. Su fallecimiento se debió a complicaciones tras haberse contagiado del virus de la COVID-19. Posteriormente fue homenajeado por el Congreso de la República bajo la presidencia de Maricarmen Alva.

## Publicaciones
- Manual de la Pesca Costera del Perú (4 volúmenes, 1986).
- Basic Glossary of International Marine Fisheries Science and Technology (diccionario técnico español-inglés-japonés, 1998).
- Informe Legislativo Período 1990-1991, obra referida a su gestión como presidente del Congreso.
- Protocolo de Río de Janeiro de 1942 y su Ejecución (1991), texto que elaboró cuando ejercía como presidente de la Comisión de Relaciones Exteriores del parlamento.
- Guía Farmacoterapéutica Nacional (1993).
- ZONADIS. Un nuevo enfoque en la atención Integral de la Salud (1993).
- Programa de Control de la Tuberculosis (1992).
- Nuestra Gestión. Participación con concertación (1993). Informe sobre su gestión ministerial (1991-1993).